# Élections régionales de 1983 en Guadeloupe
Pour un article plus général, voir Élections régionales françaises de 1983.
Les premières élections régionales de la nouvelle région Guadeloupe ont eu lieu le 20 février 1983. 

## Listes candidates

### Liste de la droite unie
La liste « d'Union pour le développement et le progrès de la Guadeloupe » est conduite par l'ancienne socialiste Lucette Michaux-Chevry, présidente du conseil général, qui à quitté le parti au moment de la présidentielle de 1981 pour soutenir Valéry Giscard d'Estaing. Elle réunit les partis de droite UDF et RPR, sur des positions départementalises et anti décentralisatrices.

### Liste divers droite
Contre la précédente liste, Henri Beaujan le maire de Le Moule et vice président du Conseil général crée une liste de centre-droit dissidente intitulée « Union pour la promotion des Guadeloupéens dans la nouvelle région ». Lui même est proche politiquement de Jean-Jacques Servan-Schreiber, il est accompagné de Raymond Viviès, également vice président du Conseil général, représentant la communauté Béké.

### Liste socialiste officielle
La Fédération guadeloupéenne du Parti socialiste, peu organisée et qui compte peu de militants est menée par le maire de Les Abymes, Frédéric Jalton. Elle compte surfer sur l'élection de François Mitterrand et ses bons scores dans l'île pour devenir le premier parti à gauche (contre le PCG) et même de Guadeloupe.

### Liste socialiste dissidente 1
La liste « Nouvel horizon pour les Guadeloupéens » est menée par Harry Méry, l'ancien directeur de la caisse centrale de coopération économique, son numéro deux étant Félix Proto, l'ancien premier secrétaire de la FGPS. Accompagné de Jacques Davila, président du comité économique et social, ils mènent une campagne "contre tous les notables" et pour une gauche moderniste.

### Liste socialiste dissidente 2
La liste du « Groupement du parti socialiste de la Guadeloupe » est mené par l'agriculteur de Morne-à-l'Eau Benoît Chapiteau. Elle n'est vraiment active qu'a l'immédiat de la commune.

### Liste communiste
La liste « d'Union démocratique et anticolonialiste » du principal parti de gauche de l'île, le PCG, est dirigée par le maire de la préfecture Basse-Terre, Jérôme Cléry. Il est accompagné du maire de la sous-préfecture Pointe-à-Pitre, Henri Bangou. Le parti observe un soutien critique à la politique du gouvernement. 
Il mène campagne pour l'autonomie la plus large possible, sans parler d'indépendance.

### Liste communiste dissidente
La liste des « Forces guadeloupéennes de progrès » est conduite par l'ancien militant PCG Léo Andy. Elle est surtout active dans sa région, c'est-à-dire autour de Capesterre-Belle-Eau.

### Liste indépendantiste
Elle est menée par un employé trotskiste de 39 ans, Gérard Séné, fondateur de Combat ouvrier. Elle a pour nom « Pour une Guadeloupe débarrassée de l'exploitation et de l'oppression ».

## Résultats
|                | Lucette Michaux-Chevry | UDF et RPR     | 41 068  | 44,70  | 21 | 51,22 |  |  |
|                | Jérôme Cléry           | PCG            | 20 756  | 22,59  | 11 | 26,83 |  |  |
|                | Frédéric Jalton        | FGPS           | 18 834  | 20,50  | 9  | 21,95 |  |  |
|                | Henri Beaujan          | DVD            | 3 926   | 4,27   |    |       |  |  |
|                | Harry Méry             | FGPS diss      | 2 544   | 2,77   |    |       |  |  |
|                | Léo Andy               | PCG diss       | 2 471   | 2,69   |    |       |  |  |
|                | Gérard Séné            | CO             | 1 542   | 1,68   |    |       |  |  |
|                | Benoît Chapiteau       | FGPS diss      | 739     | 0,80   |    |       |  |  |
|                |                        |                |         |        |    |       |  |  |
| Inscrits       | Inscrits               | Inscrits       | 179 866 | 100,00 |    |       |  |  |
| Votants        | Votants                | Votants        | 95 963  | 53,35  |    |       |  |  |
| Blancs et nuls | Blancs et nuls         | Blancs et nuls | 4 083   | 4,25   |    |       |  |  |
| Exprimés       | Exprimés               | Exprimés       | 91 880  | 95,75  |    |       |  |  |